# 陳發強
陳發強 （英語：CHAN Fat Keung, Dick），香港著名的長跑運動員以及視障跑手的教練兼領跑員。由2014年10月至2016年11月，他僅用了25個月的時間，便成功以每次用少於3小時跑完波士頓、倫敦、柏林、芝加哥、紐約、東京的六大馬拉松賽事，成為香港第一名「Sub-3」（三小時內）完成世界六大馬拉松的跑手，他也是目前香港完成「六大馬拉松」賽事平均時間最快的人。之後他轉變跑道上的角色，成為教練及領跑員，協助視障運動員追尋馬拉松「Sub-3」之夢。

## 經歷

### 背景
陳發強從事零售業，正職是在商場中售賣電話，由於工作時間長但運動量少，體重曾經攀升至逾180磅。他本來熱愛踢足球，三十多歲後發現踢足球時衝勁不足，開始以跑步來練氣，慢慢愛上跑步，興趣由足球轉為長跑。

### 十公里賽
2006年陳發強開始長跑，他純粹靠看書學習長跑，起初只是獨個兒跑，首次參加長跑賽是聯合國兒童基金會的十公里賽，用了約55至56分鐘跑完十公里。後來開始結識到一班志同道合的跑友，自此愛上長跑。他曾經以40至41分鐘的成績跑了15場十公里賽 。

### 長跑與旅遊
他的馬拉松之旅由渣打香港馬拉松開始，先參加半程馬拉松，後來才參與42.195公里的全程馬拉松。之後經常和跑友周遊列國、到不同的國家參與國際馬拉松賽事，用時享受長跑與旅遊，當中包括柬埔寨馬拉松、尼泊爾馬拉松、韓國的慶州櫻花馬拉松、泰國的芭堤雅馬拉松、台灣的太魯閣峽谷馬拉松、中國的廈門馬拉松、日本的富士山馬拉松和大阪國際馬拉松。至2012年時，馬拉松的成績進步提升至3小時01分。

### 六大馬拉松之夢

#### 芝加哥
2013年10月，他到日本參加大阪馬拉松，沒有經驗的他望著大會計時器上的 03:00:40 失望地跑過終點，取回行李包後從其他跑手得知，由於他是在C區起跑，起跑的時間較遲，所以他的實際成績是 2小時59分，剛好奪得2014年波士頓馬拉松的入場券。翌年10月，陳發強到美國芝加哥參加他的第一場「世界六大馬拉松」賽事。他享受芝加哥馬拉松平坦而寬闊的環狀賽道，舒適程度僅次於東京馬拉松，但芝加哥是「風城」，隨時會有強風來襲，跑手要消耗額外體力。當天天氣良好，陳發強以 2小時58分34秒 完成賽事。跑完這場馬拉松後，他決定要完成剩下5場世界頂級馬拉松巡迴賽，但當時並未想到全部都可以用少於3小時的「Sub-3」佳績完成。

#### 東京、波士頓、柏林
2015年2月，陳發強幸運地抽籤得到東京馬拉松的入場券，於是他在農曆新年前夕隻身赴日本參賽。東京馬拉松大會的安排很貼心，小冊子不單提供基本比賽資料，還會顧及打氣團隊，提供打氣路線指南，他認為東京的平坦賽道是六大馬拉松中最舒適的，他以 2小時57分35秒 完成這場舒適的馬拉松。同年4月，他到美國參加波士頓馬拉松，在寒冷的清晨他等了兩小時多才起跑，十時正出現溫暖的陽光，但十公里後氣溫不斷下降還下起雨，之後大部分時間在雨中奔跑，手腳冰冷至沒有知覺，最後憑著意志力以 2小時58分10秒 完成比賽。雖然天氣寒冷，但比賽時他感受到當地居民對這賽事的熱愛，當他跑過市區、郊區和村落，沿途居民會打開家門，播放音樂和擺放食物讓跑手享用，並會不斷給跑手們鼓掌和打氣。同年9月，經過香港炎夏的訓練，他從炎熱的香港來到德國，參加柏林馬拉松，當時由於太太身體不適，他的心理壓力很大，落場比賽時他不肯定自己的能力，帶點迷茫感地跑，最後以 2小時58分16秒 完成賽事。

#### 倫敦、紐約
2016年4月，他到英國首都參加倫敦馬拉松，跑手們分3個位置分開起步，朝同一方跑了約四公里才匯合，匯合時的場面十分壯觀，這次他以 2小時55分27秒 跑畢全程，是他個人最好的成績。同年11月，陳發強帶同妻子遠赴美國紐約，參加他的第六場六大馬拉松賽事，他認為紐約馬拉松是最艱辛的一場，跑了二十多公里後要面對很多上落斜的路段，而且上斜的路程比落斜多，走進中央公園後的最後路段更艱苦，跑手要面對很大的考驗。最後，他以 2小時58分48秒 完成他的第六場六大馬拉松賽事，亦使他成為香港第一位以「Sub-3」完成六大馬拉松的跑手。

### 助人追夢
成為香港第一位以「Sub-3」完成六大馬拉松的跑手後，陳發強本來想挑戰撒哈拉沙漠馬拉松，但遇上李振輝後，他決定改變目標。李振輝是一位只有一成視力的馬拉松跑手，希望在完全喪失視力前達成馬拉松「Sub-3」，但由於李振輝越跑越快，很多領跑員都跟不上他。認識李振輝後，陳發強決定放下撒哈拉之夢，希望以自己的經歷鼓勵弱勢社群，協助殘疾運動員追逐夢想，於是他成為了這位視障跑手的教練兼領跑員。
2018年1月28日，陳發強以教練兼領跑員身份和視障運動員李振輝並肩參加渣打台北馬拉松的視障組別比賽，李振輝以 3小時09分48秒完成賽事，獲得全程馬拉松視障組男子冠軍，亦打破了自己的個人紀錄及刷新香港視障運動員的紀錄。
2019年3月17日，陳發強和李振輝攜手出戰首爾馬拉松，結果再創下 3小時07分48秒的香港男子視障馬拉松記錄。同年9月29日的BMW柏林馬拉松，李振輝在陳發強的領跑下，以3小時09分40秒的好成績完成賽事。

## 世界六大馬拉松成績
世界馬拉松大滿貫（World Marathon Majors）是2006年設立的世界頂級的馬拉松巡迴賽，包含六個年度城市（波士頓、倫敦、柏林、芝加哥、紐約及東京）的馬拉松賽。陳發強以25個月的時間，跑畢六大賽事，而且每次都少於3小時（「Sub-3」）。
| 日期           | 世界六大馬拉松 | 完成時間      |
| 2014年10月12日 | 芝加哥馬拉松   | 2小時58分34秒 |
| 2015年2月22日  | 東京馬拉松     | 2小時57分35秒 |
| 2015年4月20日  | 波士頓馬拉松   | 2小時58分10秒 |
| 2015年9月27日  | 柏林馬拉松     | 2小時58分16秒 |
| 2016年4月24日  | 倫敦馬拉松     | 2小時55分27秒 |
| 2016年11月6日  | 紐約馬拉松     | 2小時58分48秒 |

## 李振輝的馬拉松成績
陳發強是視障馬拉松跑手李振輝的教練兼領跑員，兩人並肩參與馬拉松賽事。李振輝在陳發強的訓練和領跑下，兩次刷新了香港男子視障馬拉松記錄。（當領跑員屬於義務工作，雖然領跑員和視障跑手一起跑畢全程，但跑手的成績不會計算在領跑員份內。）
| 日期          | 馬拉松         | 完成時間      | 備註                         |
| 2018年1月28日 | 渣打台北馬拉松 | 3小時09分48秒 | 刷新香港男子視障馬拉松記錄   |
| 2019年3月17日 | 首爾馬拉松     | 3小時07分48秒 | 再刷新香港男子視障馬拉松記錄 |
| 2019年9月29日 | 柏林馬拉松     | 3小時09分40秒 |                              |